# Thorsten Berggren
Erik Thorsten Berggren, född 4 september 1895 i Åsele, Västerbottens län, död 21 januari 1989 i Sundsvall, Västernorrlands län, var en svensk militär (överste).

## Biografi
Berggren blev fänrik vid Norrlands artilleriregemente (A 4) 1916, löjtnant 1919, kapten 1931, major 1938, major vid artilleristabskåren 1940, överstelöjtnant vid generalstabskåren 1941 och överste 1944. Berggren var chef för Gotlands artillerikår (A 7) 1945–1947, Norrlands artilleriregemente (A 4) 1947–1952 och Bergslagens artilleriregemente (A 9) 1952–1955.
Han var lärare vid Artilleriskjutskolan 1940–1945, genomgick Artilleri- och ingenjörhögskolans högre kurs, gick på Gymnastiska Centralinstitutet samt var distriktschef i Motormännens Riksförbund i Sundsvall.
Berggren blev riddare av Svärdsorden 1937 och av Vasaorden 1944, kommendör  av andra klassen av Svärdsorden 1948 och kommendör av första klassen 1951.
Berggren var son till jägmästaren Henrik Berggren och Hildur Bexelius. Han  gifte sig 1920 med Ebba Lilliestråle (1896-1964), dotter till rektor Fredrik Lilliestråle och Lotten Svensson. Berggren avled på Njurunda sjukhem och gravsattes på Sundsvalls Gustav Adolfs kyrkogård.